# Rừng Sandlings
Rừng Sandlings là địa điểm được quan tâm khoa học đặc biệt mang tính sinh học rộng 2.483,8 ha nằm trong hai khu đất lớn là Rừng Rendlesham và Rừng Tunstall, cùng hai khu đất nhỏ nằm giữa Woodbridge và Aldeburgh ở Suffolk nước Anh. Khu rừng này tọa lạc một phần trong Khu Bảo tồn Đặc biệt Sandlings theo Chỉ dẫn về Bảo tồn Chim hoang dã của Liên minh châu Âu. Khu rừng thuộc Khu vực có Vẻ đẹp Tự nhiên Nổi bật Bờ biển Suffolk và Heaths.
Các đồn điền trồng cây lá kim thương mại này được chỉ định là SSSI cho các quần thể chim quan trọng mang tính quốc tế của chúng. Những cuộc điều tra trong thập niên 1990 đã tìm thấy 81 loài cú muỗi, chiếm khoảng 2% số lượng chim ở Anh, và 71 loài sơn ca rừng, khoảng 5% quần thể chim ở Anh.
Có lối đi bộ công cộng xuyên qua khu rừng này.